# Лапута: Замъкът в небето
„Лапута: Замъкът в небето“ (на японски: 天空の城ラピュタ) е японски аниме детски филм от 1986 г. на Хаяо Миадзаки от „Студио Гибли“ (един от първите). Сценарият съдържа отделни мотиви от „Пътешествията на Гъливер“ от Джонатан Суифт.
Действието се развива в алтернативна реалност с киберпънк елементи. В него момче се запознава с момиче, притежаващо кристален амулет, което е преследвано от въздушни пирати и от армията в търсене на митичен летящ град на изчезнала древна цивилизация.

## Персонажи
- Шита – Кейко Йокодзава – 13-годишно момиче от провинцията, сирота, наследница на магически камък и на летящия замък Лапута.
- Пазу – Маюми Танака – 14-годишно момче, сирак, помощник на миньор, желае да намери на Лапута, най-добрият приятел на Шита.
- Дола – Котое Хацуи – 60-годишна жена, командир на въздушните пирати, груба, обаче достатъчно добра.
- Муска – Минори Терада – антагонист, полковник, правителствен агент. Той е наследник на Лапута, както и Шита. Желае да стане владетел на Лапута.
- Генерал – Ичиро Нагаи – вторичен антагонист, участвал в търсенето на Лапута. Той умира в края на филма.
- Чичо Пом – Фуджио Токита
- Чарлз – Такудзо Камияма
- Луи – Йошито Ясухара

## Музиката
Композиторът на анимето е Джо Хисаиши. Саундтракът за аниме е издаден на 25 септември 1986 г. Общата продължителност на всички композиции е 39 минути и 26 секунди.
Списък на композиции:
1. Sora kara Futtekita Shoujo (на японски: 空から降ってきた少女?) (на английски: The Girl Who Fell from the Sky) – 2:25
2. Suraggu Keikoku no Asa (на японски: スラッグ溪谷の朝?) (на английски: Morning in the Slag Ravine) – 3:00
3. Yukai na Kenka (~Tsuiseki) (на японски: 愉快なケンカ(~追跡)?) (на английски: A Fun Brawl (~Pursuit)) – 4:27
4. Gondoa no Omoide (на японски: ゴンドアの思い出?) (на английски: Memories of Gondoa) – 2:46
5. Shitui no Pazu (на японски: 失意のパズー?) (на английски: Discouraged Pazu) – 1:44
6. Robotto Hei (Fukkatsu ~ Kyuushutsu) (на японски: ロボット兵(復活~救出)?) (на английски: Robot Soldier (Resurrection ~ Rescue)) – 2:31
7. Gasshou, Kimi wo Nosete (на японски: 合唱 君をのせて?) (на английски: Carrying You, Chorus Version) – 2:05
8. Shiita no Ketsui (на японски: シータの決意?) (на английски: Sheeta's Decision) – 2:03
9. Taigaamosu-gou nite (на японски: タイガーモス号にて?) (на английски: On the Tiger Moth) – 2:31
10. Hemetsu he no Yochou (на японски: 破滅への予兆?) (на английски: An Omen to Ruin) – 2:17
11. Gekkou no Unkai (на японски: 月光の雲海?) (на английски: The Moonlit Sea of Cloud) – 2:33
12. Tenkuu no Shiro Rapyuta (на японски: 天空の城ラピュタ?) (на английски: Laputa: Castle in the Sky) – 4:34
13. Rapyuta no Houkai (на японски: ラピュタの崩壊?) (на английски: The Collapse of Laputa) – 	1:57
14. Kimi wo Nosete (на японски: 君をのせて?) (на английски: Carrying You) – 4:07

## Награди и номинации
- 1986: „Anime Grand Prix“ (5 категории).
- 1987: „Mainichi Film Awards“.

## В България
Филмът е озвучен с войсоувър дублаж на студио 1+1 на PRO Films през 2010 г. Екипът се състои от:
| Изпълнителен продуцент | Емил Симеонов                                                                             |
| Превод и адаптация     | Николина Петрова                                                                          |
| Звук                   | Недко Гигов Татяна Бонева                                                                 |
| Режисьор на дублажа    | Ваня Иванова                                                                              |
| Озвучаващи артисти     | Лина Шишкова Светлана Смолева Кирил Бояджиев Сава Пиперов Светломир Радев Стефан Младенов |